# 13. Flak-Division
A 13. Flak-Division (em português: Décima-terceira Divisão Antiaérea) foi uma divisão de defesa antiaérea da Luftwaffe durante a Alemanha Nazi, que prestou serviço na Segunda Guerra Mundial. Foi formada a partir da 9. Flak-Division.

## Comandantes
- Gaston von Chaulin-Egersberg, (1 de fevereiro de 1942 - 1 de julho de 1942)[2]
- Theodor Spiess, (1 de julho de 1942 - 1 de março de 1943)[2]
- Max Schaller, (1 de março de 1943 - 1 de outubro de 1944)[2]
- Adolf Wolf, (2 de outubro de 1944 - 8 de maio de 1945)[2]